# 최민환
최민환 한국 한자: 崔珉焕, 영어: CHOI MIN HWAN, 1992년 11월 11일 ~ )은 대한민국의 가수이자 배우이다. 대한민국의 보이 그룹 FT아일랜드에서 드러머를 맡았다.

## 학력
- 양화중학교(졸업)
- 은일정보산업고등학교(졸업)
- 경복대학교 연극영화학과(재학)

## 음반 외 활동

### 예능
- 《살림하는 남자들》- 2018년 11월 28일~2020년 2월 26일, 2021년 9월 25일~2022년 11월 19일

### 드라마
- 올드 미스 다이어리 (2004년, KBS2) - 어린 지현우 역
- 집으로 가는 길 (2009년, KBS1) - 한주호 역
- 매콤달콤 (2016년, 웹드라마) - 민준 역

## 이혼 관련
2018년 1월 4일 라붐의 전 멤버  율희와의 결혼을 발표하였다. 2018년 5월 18일 아들 최재율을 득남하였고, 10월 19일 결혼식을 올렸다. 2020년 2월 11일 쌍둥이 딸 최아윤, 최아린을 득녀하였다. 그러나 2023년 12월 4일 이혼을 발표했고 양육권은 최민환이 가져갔다. 이후 2024년 11월 율희가 이혼 1년 만에 양육권 및 위자료 청구소송을 걸어 현재 법적분쟁이 진행되고 있다.

## 수상 및 후보
| 연도 | 시상식                    | 부문                           | 작품                   | 결과 |
| ---- | ------------------------- | ------------------------------ | ---------------------- | ---- |
| 2009 | KBS 연기대상              | 남자 청소년 연기상             | 집으로 가는 길         | 후보 |
| 2017 | 제3회 서울웹페스트 영화제 | 남우주연상                     | 매콤달콤               | 후보 |
| 2018 | KBS 연예대상              | 버라이어티 부문 남자 신인상    | 살림하는 남자들 시즌 2 | 후보 |
| 2019 | 제24회 소비자의 날 시상식 | 올해의 예능 가족상 (with 율희) | 살림하는 남자들 시즌 2 | 수상 |
| 2019 | KBS 연예대상              | 핫이슈 예능인상                | 살림하는 남자들 시즌 2 | 수상 |